# Cloughmore

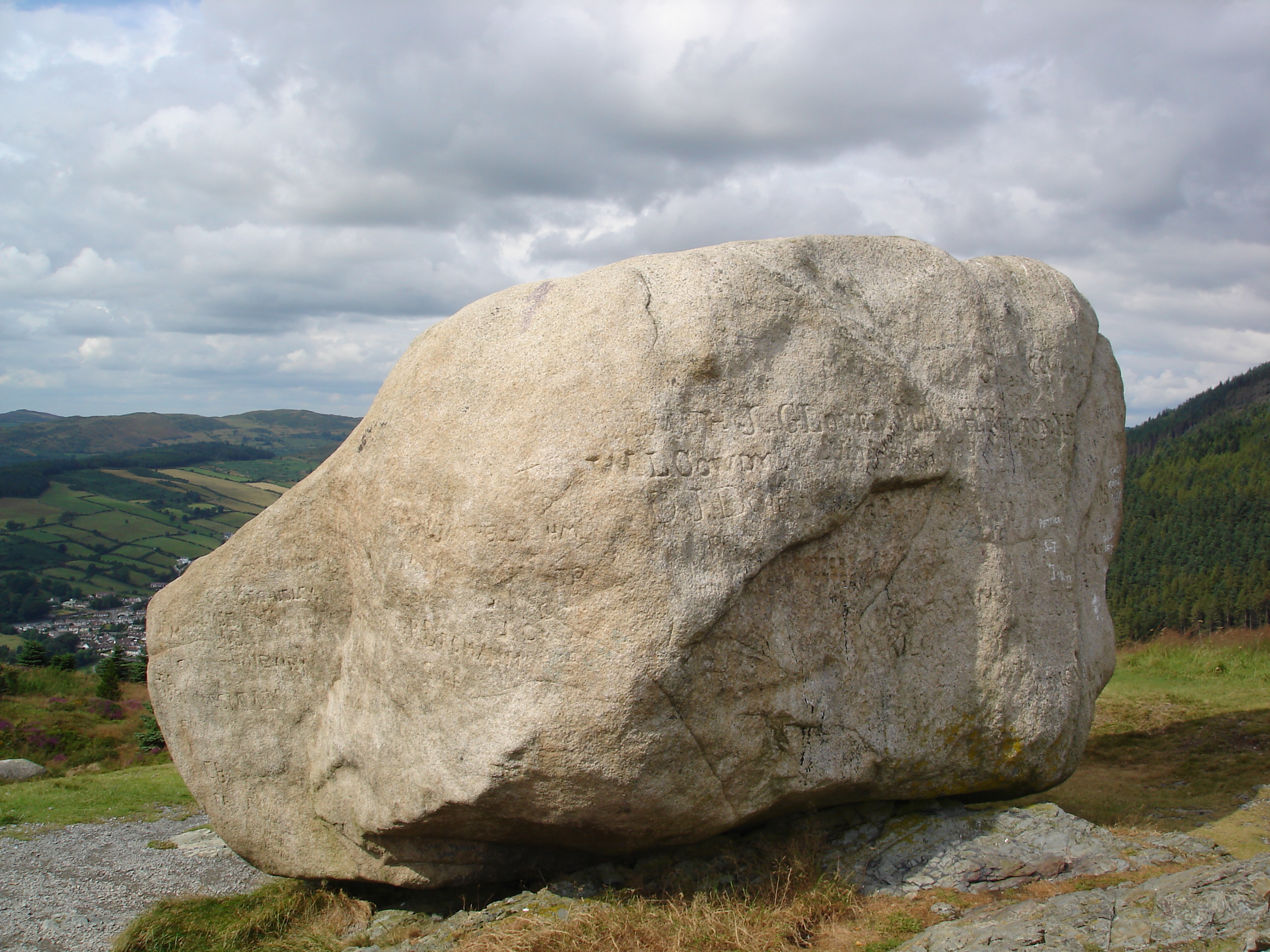
Roca Cloughmore

La roca Cloughmore (del inglés: Cloughmore), conocida localmente como «la gran piedra» (del irlandés, un Mhor Chloch, que significa «piedra grande»), es una gran roca de granito de unas de 30 toneladas que se encuentra 300 m por encima del pueblo de Rostrevor, en el condado de Down, en Irlanda del Norte.
En realidad es un bloque errático que ha sido transportado probablemente desde una isla del archipiélago de Strathclyde (Escocia) y que fue depositado allí tras el retroceso de los hielos durante la última Edad de Hielo.